# Chiesa dell'Assunta e di San Ciro Martire
La Chiesa dell'Assunta è un edificio religioso di Calvizzano, in Campania. Si trova lungo la via Conte Mirabelli, di fronte la chiesa di Santa Maria delle Grazie e a costeggiare l'attuale Piazza Umberto I.

## Storia
L'edificio fu fatto erigere dalla Congrega dell'Assunta nel 1701, per dotarsi di un luogo di culto privato dove svolgere i propri riti religiosi, a seguito della distruzione della cappella, costruita nel 1620 nella Chiesa di Santa Maria delle Grazie, in cui svolgevano i propri riti, a causa di un incendio nel 1696. Fu benedetta il 21 ottobre 1703.
Il 17 agosto 1813 l'altare della chiesa ebbe, tramite bolla papale, il titolo di "privilegiato perpetuo"; fu poi ristrutturata esternamente nel 1818, anno in cui i Confratelli fecero apporre sull'ingresso una lastra di marmo con le seguenti parole:
La Congrega dell'Assunta è stata dichiarata sciolta il 3 maggio 2004 e la chiesa è passata nelle mani della Parrocchia di San Giacomo Apostolo. Attualmente è in fase di abbandono: è stata utilizzata per riti religiosi solo in qualche occasione particolare; risultando in condizioni carenti. È tutelata dalla Soprintendenza ai Beni Culturali dal 1997.

## Architettura e opere
La facciata presenta, a incorniciare l'unico ingresso centrale, scolpite delle file di colonne ioniche, prospetticamente poste a rilievo come se volessero rappresentare le colonne di un tempio antico. Su di esse "poggia" il parapetto, su cui affacciano due finestre laterali e un finestrone, centrale, con una rappresentazione religiosa. Al di sopra di esso, infine, vi è un ulteriore finestra a occhio, posta nella parte frontale del tetto spiovente.
È costituita da una sola navata, con l'abside in fondo al lungo locale. La pavimentazione originariamente era in cotto rosso e Inizialmente presentava l'altare in pietra posto in modo tale che la messa fosse svolta dal sacerdote dando spalle ai fedeli; poi nel 1886 fu abbellito l'antico altare con nuovi marmi e staccato dal muro, il pavimento fu ricoperto di mattonelle marmorizzate ed eliminata la balaustra marmorea che separava l'area dei fedeli da quella dei Confratelli. Negli anni settanta del XX secolo, per permettere le funzioni più moderne (in antichità venivano svolte dai prelati alle spalle dei fedeli e non frontalmente), fu costruito un secondo altare frontale.
Sempre negli anni 70', sulla parete sovrastante l'antico altare fu creata una nicchia per ospitare l'immagine di Maria Assunta in cielo, avente ai piedi piccoli angeli a sostenerla. Lungo la navata centrale, per molto tempo, ci fu unicamente una nicchia, poco discosta dall'altezza della balaustra, sul lato sinistro, ed accoglieva la statua di San Ciro Martire. Ai lati dell'immagine di Maria Assunta, vi sono due edicole lignee, che ospitano le statue di Sant'Antonio da Padova e San Giuseppe.
Le pareti presentano immagini devozionali, legate a tradizioni locali (i quattro Evangelisti, San Giacomo Apostolo, San Gennaro, San Michele Arcangelo, San Raffaele Arcangelo). Ai due lati del portone d'ingresso campeggiano le icone di San Vincenzo Ferreri e Santa Teresa del Bambin Gesù. Sull'arco sovrastante l'altare storico, c'è una scritta centrale, che indica l'ultimo restauro, avvenuto nel 1989, e il pittore che se ne occupò (Salvatore Alfè). Un piccolo Coro, realizzato in legno, è posto sul portone d'ingresso e, da esso, l'organista accompagnava le funzioni. Accanto all'ingresso, un piccolo ambiente consente ancora oggi di suonare le campane, allocate in una ridottissima torre campanaria. Vi era presente anche un pulpito in legno, a cui vi si accedeva da una scala a chiocciola esterna; ma fu rimosso con le strutturazioni del XX secolo perché non era più utile.